# Xã Jackson, Quận Jay, Indiana
Xã Jackson (tiếng Anh: Jackson Township) là một xã thuộc quận Jay, tiểu bang Indiana, Hoa Kỳ. Năm 2010, dân số của xã này là 965 người.